# Naves de Gamazo
Las Naves de Gamazo, ubicadas en la ciudad de Santander (Cantabria, España), son un centro de arte contemporáneo dependiente de la Fundación Enaire, entidad perteneciente al Ministerio de Transportes y Movilidad Sostenible. Esta instalación está concebida como la primera sede permanente de la Colección Enaire de Arte Contemporáneo. Ocupa un espacio de aproximadamente 1000 metros cuadrados y busca ofrecer un entorno flexible para diversas exposiciones y proyectos culturales.
El espacio museístico fue inaugurado el 1 de julio de 2021, tras una inversión de 2.159.000 euros por parte del Ministerio de Transportes.

## Características del edificio

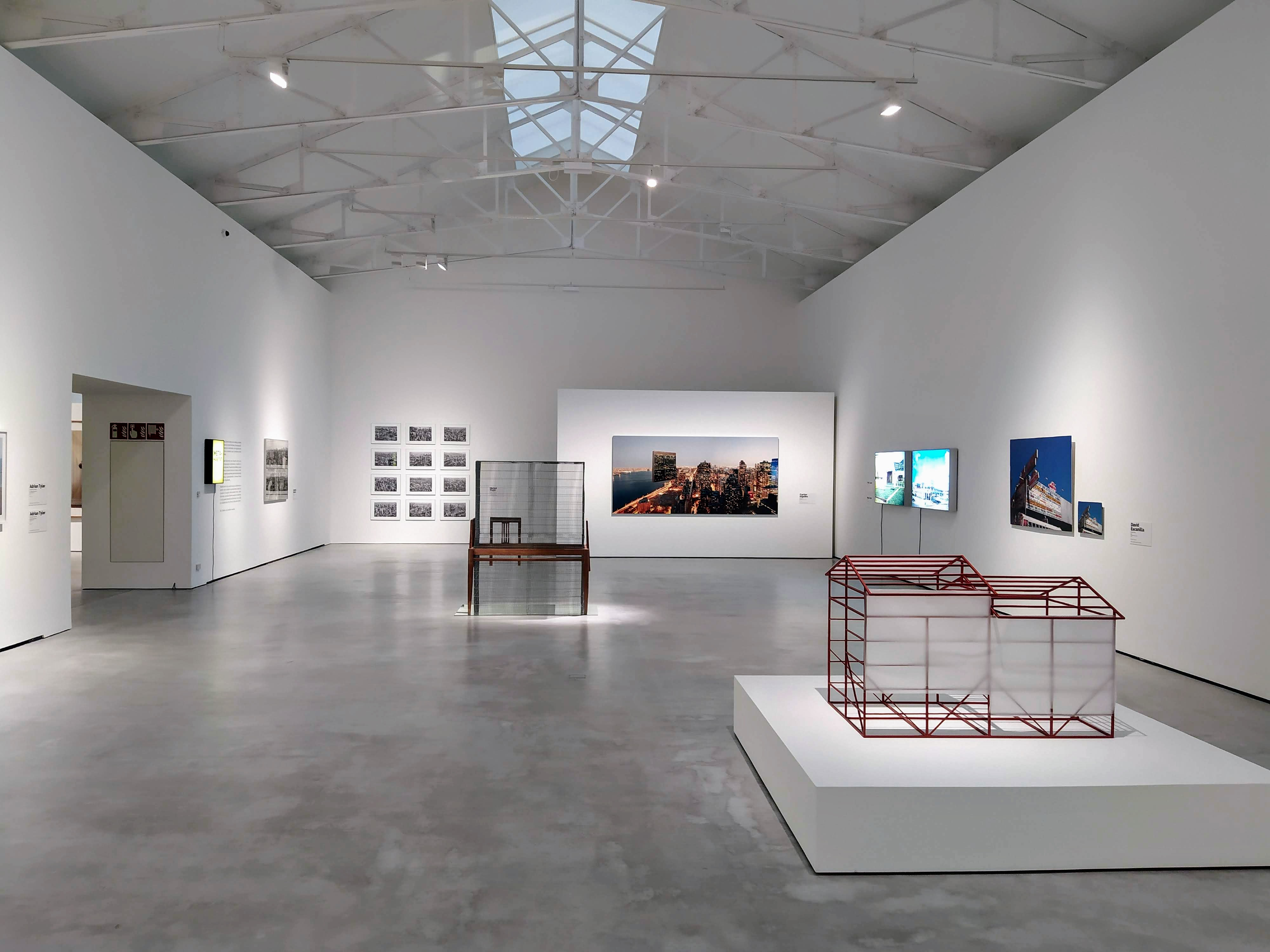
Exposición temporal «Homo habitant» en las Naves de Gamazo (2023). El edificio formaba en origen parte del complejo del dique seco de Gamazo.

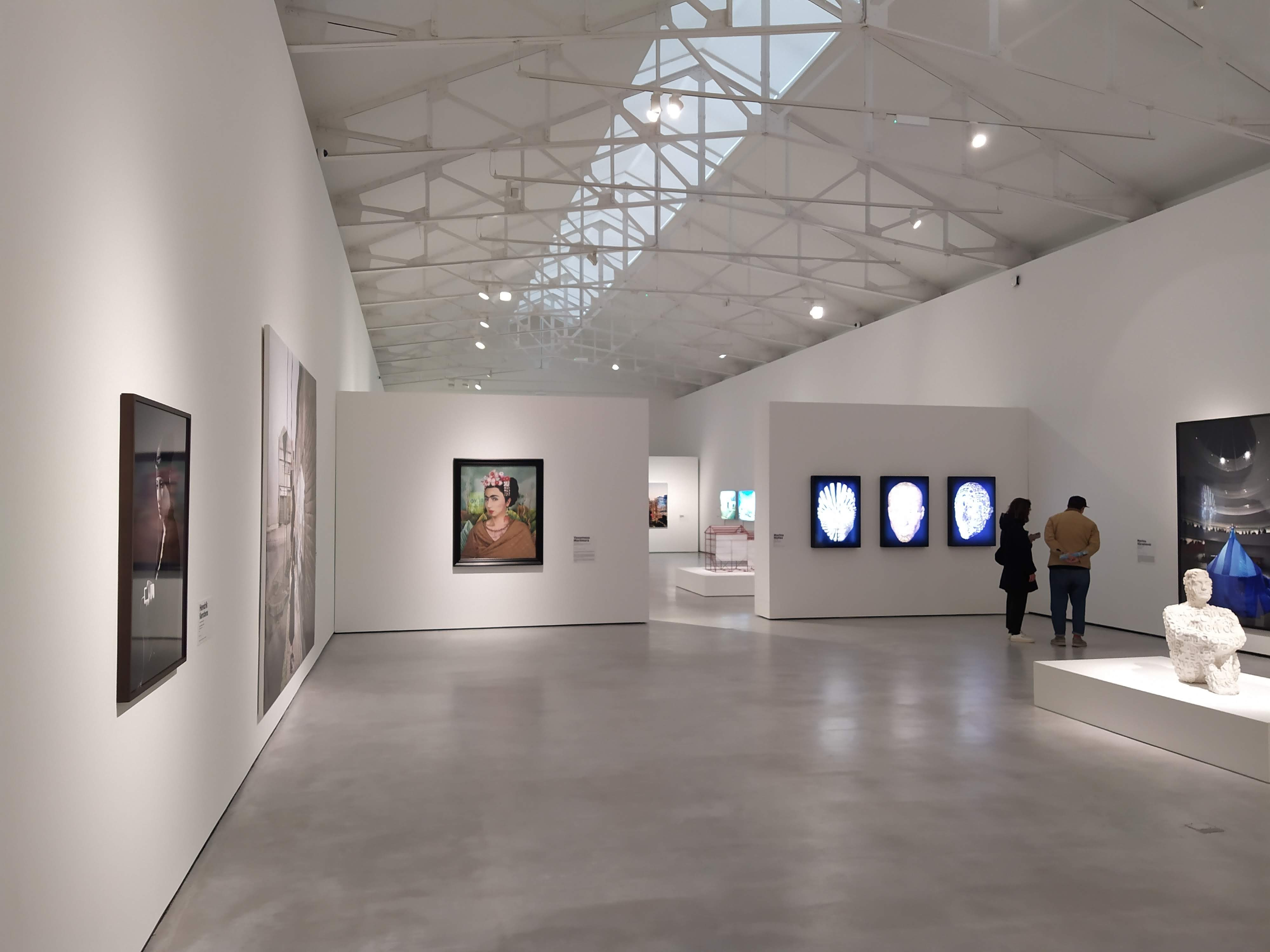
Exposición temporal «Homo habitant» de la Colección Norte del Gobierno de Cantabria, en las Naves de Gamazo (2023).

Las Naves de Gamazo se localizan en el promontorio de San Martín, en un privilegiado lugar de la ciudad frente a la bahía de Santander.
Su ubicación en la antigua zona de los astilleros portuarios ha visto una gran transformación que se inició en los años ochenta con la construcción del Palacio de Festivales de Francisco Javier Sáenz de Oiza. Desde entonces, esta área ha evolucionado hacia un espacio de ocio y cultura, incorporando desarrollos urbanísticos como la playa portuaria de FDA Arquitectos y «La Duna» de Alejandro Zaera, además de la urbanización del viario y los diques.
La extensión de esta zona cultural abarca hasta la playa de Los Peligros e incluye construcciones notables como la antigua Escuela Superior de Náutica (la actual Escuela Náutico-Pesquera) de Ángel Hernández Morales, el Centro Oceanográfico de Santander y el Museo Marítimo del Cantábrico, proyectados en los años 1970 por Vicente Roig Forner y el mismo Ángel Hernández Morales. La recuperación de esta área para la ciudad ha conservado infraestructuras y edificios portuarios de interés, como el trazado de la línea de muelles, el dique seco de Gamazo, la Casa de Bombas y las citadas antiguas naves portuarias.
El edificio original, obra de Jesús Grinda y Forner, data de 1908, ampliándose a una segunda nave en 1950. La intervención en las Naves de Gamazo ha respetado las estructuras originales, introduciendo modificaciones puntuales. Destaca la homogeneización del aspecto exterior, la incorporación de una cubierta para favorecer la iluminación natural interior y la adición de una segunda altura como sala de uso polivalente. Con casi mil metros cuadrados, fue diseñado para adaptarse fácilmente a diversos proyectos, exposiciones y actividades culturales.
En el exterior, se ha construido una plaza peatonal que alberga la escultura Bóveda para el hombre-Tramontana de Pablo Serrano, perteneciente a la Colección Enaire.
La apertura de este centro de arte fue un ejercicio de reciclaje arquitectónico, transformando un edificio industrial en desuso en un espacio cultural integrado en la ciudad y respetuoso con el entorno, buscando ofrecer un entorno flexible para diversas exposiciones y proyectos culturales de la ciudad.

## La Fundación Enaire y su colección de arte contemporáneo
La Fundación Enaire es una institución cultural dependiente del Ministerio de Transportes, Movilidad y Agenda Urbana que, además de gestionar, conservar y difundir la Colección Enaire de Arte Contemporáneo, realiza cada año actividades centradas en el arte y la cultura aeronáutica. El acuerdo de cesión de uso de las Naves de Gamazo a la Fundación Enaire por parte de la Autoridad Portuaria de Santander establece un plazo de 20 años, prorrogable por periodos quinquenales sucesivos hasta un máximo de 50 años.
La Colección Enaire está compuesta por casi 1300 obras de diversa tipología de más de 300 autores españoles e iberoamericanos. En este centro de arte se expone una selección de estas obras de arte.